# Rainsville
Rainsville is een plaats (city) in de Amerikaanse staat Alabama, en valt bestuurlijk gezien onder DeKalb County.

## Demografie
Bij de volkstelling in 2000 werd het aantal inwoners vastgesteld op 4499.
In 2006 is het aantal inwoners door het United States Census Bureau geschat op 4871, een stijging van 372 (8,3%).

## Geografie
Volgens het United States Census Bureau beslaat de plaats een oppervlakte van
51,4 km², geheel bestaande uit land.

## Plaatsen in de nabije omgeving
De onderstaande figuur toont de plaatsen in een straal van 16 km rond Rainsville.